# Discografia formației Maroon 5
Formația americană pop-rock Maroon 5 a lansat cinci albume studio, trei albume live, două albume de compilație, un album de remixuri, trei piese extinse, nouăsprezece single-uri, patru single-uri de promovare și douăzeci și trei videoclipuri muzicale. Grupul a fost format inițial în 1994 sub numele de Kara's Flowers, în timp ce membrii erau încă la liceu. În componența: Adam Levine, Jesse Carmichael, Mickey Madden și Ryan Dusick, au lansat albumul independent We Like Digging?, în 1995. În 1998, au semnat cu Reprise Records și au lansat albumul The Fourth World în 1997 . După lansarea albumului, trupa s-a despărțit. În anul 2000, trupa s-a reunit, având un nou membru - James Valentine schimbându-și și denumirea în Maroon 5.
Maroon 5 a semnat cu Octone Records înregistrând albumul de debut in 2002. Albumul, Songs About Jane, a fost lansat în iunie 2002. Single-ul Harder to Breathe a propulsat albumul pe poziția 6 în clasamentul US Billboard 200. Al doilea și al treilea single de pe album, This Love și She Will Be Loved, au devenit hituri internaționale 2004. Albumul a conținut 5 single-uri. Pentru următorii câțiva ani, trupa a concertat la nivel mondial, și a scos două înregistrări live: 1.22.03.Acoustic în 2004 și Live – Friday the 13th în 2005.
În 2006, bateristul Ryan Dusick a părăsit trupa și a fost înlocuit cu Matt Flynn. Un nou album a fost lansat în luna mai și a ajuns pe locul 1 în clasamentul Billboard 200. Albumul a conținut 5 single-uri. Primul single, Makes Me Wonder, a devenit primul lor single care a ajuns pe poziția 1 în clasamentul US Billboard Hot 100. Hands All Over, al treilea album studio al trupei, a fost lansat în septembrie 2010, ajungând pe locul 2 în topul Billboard  200.  Single-ul Misery a ajuns în top 15 în clasamentul Billboard Hot 100, în timp ce single-ul 4 al albumului, Moves like Jagger, a devenit al doilea single al trupei în clasamentul Hot 100.
Trupa a lansat albumul studio Overexposed în iunie 2012. Albumul a ajuns pe locul 2 în Billboard 200. Primele două single-uri, Payphone și One More Night, au ajuns pe locul 1 în Hot 100, și au devenit hit-uri internaționale. Al treilea single de pe album, Daylight, a ajuns în top zece în SUA și Canada, precum și în top 40 în alte țari din toată lumea. În septembrie 2014, albumul studio V a fost lansat. Single-ul Maps a ajuns pe poziția 6 în Hot 100, al doilea single, Animals a ajuns pe locul 3 în același top, iar al treilea single, Sugar, a fost lansat într-o ediție limitată ZinePak.

## Albume

### Albume studio
| Titlu                                        | Detalii                                                                                             | Clasamente | Clasamente | Clasamente | Clasamente | Clasamente | Clasamente | Clasamente | Clasamente | Clasamente | Clasamente | Certificări | Vânzări                                                                         |
| Titlu                                        | Detalii                                                                                             | US         | AUS        | CAN        | FRA        | GER        | IRE        | ITA        | NZ         | SWI        | UK         | Certificări | Vânzări                                                                         |
| -------------------------------------------- | --------------------------------------------------------------------------------------------------- | ---------- | ---------- | ---------- | ---------- | ---------- | ---------- | ---------- | ---------- | ---------- | ---------- | --- | ------------------------------------------------------------------------------- |
| We Like Digging? (sub numele Kara's Flowers) | - Lansare: 16 septembrie 1995 - Casă de discuri: Lansare proprie - Format: CD                       | —          | —          | —          | —          | —          | —          | —          | —          | —          | —          | |                                                                                 |
| The Fourth World (sub numele Kara's Flowers) | - Lansare: 19 august 1997 - Casă de discuri: Reprise - Format: CD                                   | —          | —          | —          | —          | —          | —          | —          | —          | —          | —          | |                                                                                 |
| Songs about Jane                             | - Lansare: 25 iunie 2002 (SUA) - Case de discuri: J, Octone - Format: CD, LP, digital download      | 6          | 1          | 3          | 1          | 5          | 1          | 10         | 1          | 12         | 1          | - RIAA: 5× Platină - ARIA: 5× Platină - BPI: 6× Platină - BVMI: Platină - FIMI: Aur - IFPI SWI: Aur - MC: 3× Platină - RMNZ: 5× Platină - SNEP: 2× Aur | - SUA: 5,149,000 - UK: 2,019,827 - Nivel mondial: 10,000,000                    |
| It Won't Be Soon Before Long                 | - Lansare: 22 mai 2007 (SUA) - Casă de discuri: A&M/Octone - Format: CD, LP, digital download       | 1          | 5          | 2          | 13         | 6          | 3          | 4          | 2          | 6          | 1          | - RIAA: 2× Platină - ARIA: Platină - BPI: Platină - FIMI: Aur - IRMA: Gold - MC: Platină - RMNZ: Aur                                                   | - SUA: 2,379,000 - UK: 413,451                                                  |
| Hands All Over                               | - Lansare: 21 september 2010 (SUA) - Casă de discuri: A&M/Octone - Format: CD, LP, digital download | 2          | 7          | 5          | 16         | 17         | 13         | 10         | 12         | 10         | 6          | - RIAA: Platină - BPI: Platină - MC: Platină - SNEP: Aur                                                                                               | - SUA: 1,383,000 - UK: 313,034                                                  |
| Overexposed                                  | - Lansare: 26 iunie 2012 (SUA) - Casă de discuri: A&M/Octone - Format: CD, LP, digital download     | 2          | 4          | 3          | 5          | 4          | 3          | 3          | 3          | 7          | 2          | - RIAA: Platină - ARIA: Platină - BPI: Platină - RMNZ: Aur - SNEP: Aur                                                                                 | - SUA: 1,586,000 - BRA: 30,000 - CAN: 17,800 - UK: 331,735 - Mondial: 2,200,000 |
| V                                            | - Lansare: 29 august 2014 - Casă de discuri: Interscope - Format: CD, LP, digital download          | 1          | 4          | 1          | 6          | 6          | 7          | 2          | 11         | 2          | 4          | - RIAA: Platină - ARIA: Aur - BPI: Aur - MC: Platină - RMNZ: Aur - SNEP: Aur                                                                           | - SUA: 1,000,000                                                                |

### Albume live
| Titlu                                                                                              | Detalii                                                                                         | Poziții | Poziții | Poziții | Poziții | Poziții | Poziții | Certificări               | Vânzări        |
| Titlu                                                                                              | Detalii                                                                                         | US      | AUS     | IRE     | ITA     | SWI     | UK      | Certificări               | Vânzări        |
| -------------------------------------------------------------------------------------------------- | ----------------------------------------------------------------------------------------------- | ------- | ------- | ------- | ------- | ------- | ------- | ------------------------- | -------------- |
| 1.22.03.Acoustic                                                                                   | - Lansare: 22 iunie 2004 (SUA) - Casă de discuri: Octone - Format: CD, digital download         | 42      | —       | 64      | 65      | 66      | 58      | - RIAA: Aur - BPI: Argint | - SUA: 699,000 |
| Live – Friday the 13th                                                                             | - Lansare: 20 septembrie 2005 (SUA) - Casă de discuri: J, Octone - Format: CD, digital download | 61      | 37      | —       | —       | —       | —       |                           | - SUA: 113,000 |
| Live from Le Cabaret                                                                               | - Lansare: 20 septembrie 2008 (SUA) - Casă de discuri: OctoScope - Format: CD, digital download | 117     | —       | —       | —       | —       | —       |                           | - SUA: 20,000  |
| "—" arată faptul că albumul nu a ajuns în topul respectiv sau nu a fost lansat în țara respectivă. |                                                                                                 |         |         |         |         |         |         |                           |                |

### Albume de compilație
| Titlu                 | Detalii                                                                                        | Poziții în topuri | Poziții în topuri | Poziții în topuri | Poziții în topuri | Poziții în topuri | Poziții în topuri | Poziții în topuri |
| Titlu                 | Detalii                                                                                        | US                | AUS               | FRA               | IRE               | ITA               | NZ                | UK                |
| --------------------- | ---------------------------------------------------------------------------------------------- | ----------------- | ----------------- | ----------------- | ----------------- | ----------------- | ----------------- | ----------------- |
| The B-Side Collection | - Lansare: 18 december 2007 (SUA) - Casă de discuri: A&M/Octone - Format: CD, digital download | 51                | —                 | —                 | —                 | —                 | —                 | —                 |
| Singles               | - Lansare: 25 septembrie 2015 - Casă de discuri: Interscope - Format: CD, LP, digital download | —                 | 19                | 30                | 80                | 51                | 4                 | 35                |

### Albume de remixuri
| Titlu                              | Detalii                                                                                       | Poziții în topuri | Vânzări        |
| Titlu                              | Detalii                                                                                       | US                | Vânzări        |
| ---------------------------------- | --------------------------------------------------------------------------------------------- | ----------------- | -------------- |
| Call and Response: The Remix Album | - Lansare: 9 decembrie 2008 (SUA) - Casă de discuri: OctoScope - Format: CD, digital download | 73                | - SUA: 136,000 |

### Extended play-uri
| Titlu          | Detalii                                                                                      | Vânzări       |
| -------------- | -------------------------------------------------------------------------------------------- | ------------- |
| Live from SoHo | - Lansare: 25 martie 2008 (SUA) - Casă de discuri: A&M/Octone - Format: CD, digital download |               |
| iTunes Session | - Lansare: 8 februarie 2011 (SUA) - Casă de discuri: A&M/Octone - Format: Digital download   | - SUA: 10,000 |
| Holiday Gift   | - Lansare: 26 decembrie 2012 (UK) - Casă de discuri: A&M/Octone - Format: Digital download   |               |

## Single-uri

### Proprii
| "Soap Disco" (sub numele Kara's Flowers)                                                             | 1997 | —    | —  | —  | —  | —  | —  | —  | —  | —  | —  | | The Fourth World             |
| "Harder to Breathe"                                                                                  | 2002 | 18   | 37 | —  | —  | 79 | 34 | 28 | 33 | —  | 13 | - RIAA: Aur - ARIA: Aur | Songs About Jane             |
| "This Love"                                                                                          | 2004 | 5    | 8  | —  | 6  | 5  | 6  | 3  | 4  | 4  | 3  | - RIAA: Aur - ARIA: Aur - BPI: Argint - MC: Platină | Songs About Jane             |
| "She Will Be Loved"                                                                                  | 2004 | 5    | 1  | —  | 23 | 25 | 3  | 3  | 18 | 18 | 4  | - RIAA: Platină - ARIA: Platină - BPI: Aur - MC: Platină | Songs About Jane             |
| "Sunday Morning"                                                                                     | 2004 | 31   | 27 | —  | —  | 83 | 22 | —  | 21 | 87 | 27 | - RIAA: Aur - ARIA: Aur | Songs About Jane             |
| "Must Get Out"                                                                                       | 2005 | —    | —  | —  | —  | —  | 34 | —  | 38 | —  | 39 | | Songs About Jane             |
| "Makes Me Wonder"                                                                                    | 2007 | 1    | 6  | 1  | 40 | 11 | 10 | 3  | 8  | 14 | 2  | - RIAA: Aur - ARIA: Platină - BPI: Aur - MC: Platină | It Won't Be Soon Before Long |
| "Wake Up Call"                                                                                       | 2007 | 19   | 19 | 6  | —  | 41 | 35 | 8  | 32 | 12 | 33 | - ARIA: Aur - MC: Platină | It Won't Be Soon Before Long |
| "Won't Go Home Without You"                                                                          | 2007 | 48   | 7  | 16 | —  | 11 | 28 | 15 | 20 | 65 | 44 | - ARIA: Platină - MC: Aur | It Won't Be Soon Before Long |
| "If I Never See Your Face Again" (featuring Rihanna)                                                 | 2008 | 51   | 11 | 12 | —  | —  | 16 | 15 | 21 | 52 | 28 | - ARIA: Platină - MC: Aur | It Won't Be Soon Before Long |
| "Goodnight Goodnight"                                                                                | 2008 | —    | —  | —  | —  | —  | —  | —  | —  | —  | —  | | It Won't Be Soon Before Long |
| "Misery"                                                                                             | 2010 | 14   | 39 | 13 | 14 | 30 | 10 | 19 | 38 | 32 | 30 | - RIAA: Platină - ARIA: Aur - MC: Platină | Hands All Over               |
| "Give a Little More"                                                                                 | 2010 | 86   | —  | 91 | —  | —  | —  | 30 | —  | —  | —  | | Hands All Over               |
| "Never Gonna Leave This Bed"                                                                         | 2011 | 55   | —  | —  | 82 | —  | —  | —  | —  | —  | —  | - RIAA: Aur | Hands All Over               |
| "Moves like Jagger" (featuring Christina Aguilera)                                                   | 2011 | 1    | 2  | 1  | 3  | 2  | 1  | 2  | 1  | 5  | 2  | - RIAA: 6× Platină - ARIA: 11× Platină - BPI: 2× Platină - SNEP: Aur - BVMI: 2× Platină - FIMI: 2× Platină - IFPI SWI: Platină - MC: 8× Platină - RMNZ: 3× Platină | Hands All Over               |
| "Payphone" (featuring Wiz Khalifa)                                                                   | 2012 | 2    | 2  | 1  | 8  | 4  | 2  | 1  | 2  | 4  | 1  | - RIAA: 5× Platină - ARIA: 5× Platină - BPI: Platină - BVMI: Platină - FIMI: 2× Platină - IFPI SWI: Platină - MC: 5× Platină - RMNZ: 2× Platină                    | Overexposed                  |
| "One More Night"                                                                                     | 2012 | 1    | 2  | 2  | 9  | 17 | 16 | 13 | 1  | 11 | 8  | - RIAA: 4× Platină - ARIA: 5× Platină - BPI: Aur - FIMI: Platină - IFPI SWI: Aur - MC: 6× Platină - RMNZ: 2× Platină                                               | Overexposed                  |
| "Daylight"                                                                                           | 2012 | 7    | 19 | 5  | 74 | 75 | 37 | 18 | 11 | 53 | 63 | - RIAA: Platină - ARIA: Platină - FIMI: Aur - MC: 2× Platină - RMNZ: Aur                                                                                           | Overexposed                  |
| "Love Somebody"                                                                                      | 2013 | 10   | —  | 10 | 87 | —  | 56 | —  | 34 | —  | —  | - MC: 2× Platină | Overexposed                  |
| "Maps"                                                                                               | 2014 | 6    | 30 | 1  | 17 | 6  | 22 | 4  | 16 | 22 | 2  | - ARIA: Aur - BPI: Argint - FIMI: 2× Platină - MC: 2× Platină | V                            |
| "Animals"                                                                                            | 2014 | 3    | 62 | 2  | 25 | 11 | 23 | 13 | 11 | 18 | 27 | - BPI: Argint - FIMI: Platină - MC: 2× Platină | V                            |
| "Sugar"                                                                                              | 2015 | 2    | 6  | 2  | 15 | 41 | 5  | 6  | 3  | 10 | 7  | - ARIA: 3× Platină - BPI: Platină - FIMI: 2× Platină - MC: Platină - RMNZ: 2× Platină                                                                              | V                            |
| "This Summer's Gonna Hurt like a Motherfucker"                                                       | 2015 | 23   | 70 | 16 | 69 | 45 | 46 | 31 | —  | 56 | 40 | - FIMI: Aur | V                            |
| "Feelings"                                                                                           | 2015 | —[C] | —  | —  | —  | —  | —  | —  | —  | —  | —  | | V                            |
| "—" arată faptul că single-ul nu a ajuns în topul respectiv sau nu a fost lansat în țara respectivă. |      |      |    |    |    |    |    |    |    |    |    | |                              |

### Single-uri promoționale
| "Figure It Out"                                                                                    | 2007 | —  | —  | —  | —  | —  | —  | —  | It Won't Be Soon Before Long |
| "Happy Xmas (War Is Over)"                                                                         | 2007 | —  | —  | —  | —  | —  | —  | —  | Fără album                   |
| "The Way You Look Tonight"                                                                         | 2009 | —  | —  | —  | —  | —  | —  | —  | His Way, Our Way             |
| "Is Anybody Out There" (featuring PJ Morton)                                                       | 2011 | —  | —  | —  | —  | —  | —  | —  | Fără album                   |
| "It Was Always You"                                                                                | 2014 | 45 | 43 | 19 | 76 | 88 | 50 | 40 | V                            |
| "—" arată faptul că single-ul respectiv nu a ajuns în top sau nu a fost lansat în țara respectivă. |      |    |    |    |    |    |    |    |                              |

## Alte cântece ajunse în topuri
| Titlu                                                      | An   | Poziții în clasamente | Poziții în clasamente | Poziții în clasamente | Album                                               |
| Titlu                                                      | An   | US                    | US Dance              | CAN                   | Album                                               |
| ---------------------------------------------------------- | ---- | --------------------- | --------------------- | --------------------- | --------------------------------------------------- |
| "Nothing Lasts Forever"                                    | 2007 | —[D]                  | —                     | —                     | It Won't Be Soon Before Long                        |
| "Not Falling Apart"                                        | 2009 | —                     | 3                     | —                     | Call and Response: The Remix Album                  |
| "Stutter"                                                  | 2010 | 84                    | —                     | —                     | Hands All Over                                      |
| "Out of Goodbyes" (featuring Lady Antebellum)              | 2010 | —[E]                  | —                     | —                     | Hands All Over                                      |
| "Come Away to the Water" (featuring Rozzi Crane)           | 2012 | 83                    | —                     | 83                    | The Hunger Games: Songs from District 12 and Beyond |
| "Wipe Your Eyes"                                           | 2012 | 80                    | —                     | —                     | Overexposed                                         |
| "Lucky Strike"                                             | 2012 | —[F]                  | —                     | —                     | Overexposed                                         |
| "Unkiss Me"                                                | 2014 | —                     | —                     | 56                    | V                                                   |
| "My Heart Is Open" (featuring Gwen Stefani)                | 2015 | —[G]                  | —                     | 94                    | V                                                   |
| "—" arată faptul că melodia nu a ajuns în topul respectiv. |      |                       |                       |                       |                                                     |

## Alte apariții
| Contribuție                                                 | An   | Album                                     |
| ----------------------------------------------------------- | ---- | ----------------------------------------- |
| "Woman"                                                     | 2005 | Spider-Man 2: Music From and Inspired By  |
| "Everyday People" (Sly and the Family Stone feat. Maroon 5) | 2005 | Different Strokes by Different Folks      |
| "She Will Be Loved" (Rhythms del Mundo feat. Maroon 5)      | 2006 | Rhythms del Mundo: Cuba                   |
| "Pure Imagination"                                          | 2009 | Change Is Now: Renewing America's Promise |
| "I Shall Be Released"                                       | 2012 | Chimes of Freedom                         |